# Château de Barberey-Saint-Sulpice
Le château de Barberey-Saint-Sulpice est une demeure du XVIe siècle, remaniée aux XVIIe et XVIIe siècles, qui se dresse sur la commune française de Barberey-Saint-Sulpice dans le département de l'Aube, en région Grand Est.
Le château fait l'objet d'une protection totale au titre des monuments historiques.

## Localisation
Le château est situé en bord de Seine sur la commune de Barberey-Saint-Sulpice, dans le département français de l'Aube.

## Historique
Connu comme motte féodale qui fut tenue par les seigneurs de Barberey, les Valéry ayant eu un maréchal de Champagne, les Plessis-st-Jean, les Choiseul-Praslin, les Mairat puis le Roy de Vaucelles. Le site fut également occupé par une vaste nécropole mérovingienne. Une première reconstruction est engagée mais restera inachevée ; le bâtiment des communs actuel en est le témoin.
Le château est totalement remanié par un Jean Le Mairat, un bourgeois de Troyes anobli, à partir de 1626 dans un style Louis XIII en remplacement d'une maison forte, dépendant au XVIe siècle des Choiseul-Pralin, qui en mauvais état a néanmoins subsisté jusqu'au XVIIIe siècle.
Le château avait sa chapelle propre sous le vocable de Notre-Dame, elle était à la seule collation de l'évêque et est connue dès le XVIe siècle[réf. non conforme]. Il a été vendu comme bien national à M. Petit-Buot, puis passa dans les mains du baron de Valsuzenay, préfet de l'Aube. Il resta dans la famille avant d'être vendu à M. Mony, maire de Troyes.
Le finage avait un moulin connu en 1397 par un bail à Perrin de Bouzanton, pauleleur[précision nécessaire] à Troyes. Il fut exploité pour le papier par les Le Bé au début du XVIe siècle, Edmond Denise au début du XVIIe siècle, puis par sa veuve Charlotte Le Tartier. Le moulin fut démoli le 1er octobre 1913 après avoir servi pour la production d'électricité.

## Description
La partie qui fait face aux douves conserve des éléments de fortifications qui peuvent dater du XVIe siècle et témoignent du château précédent attribuable à la famille de Choiseul, propriétaire jusqu'en 1596.

## Protection
Est inscrit par arrêté du 18 mars 1930 :
- le château (à l'exception des façades et toitures classées).

Sont classées par arrêté du 22 juillet 1980 :
- les façades et les toitures.

Sont inscrits par arrêté du 12 avril 2001 :
- les communs du château, en totalité.

Le par et le jardin à la française recrée en 1965 a obtenu le label jardin remarquable.